# Gau (Insel)
Gau [ˈŋau] ist eine Insel, die zur Provinz Lomaiviti des Inselstaates Fidschi im Pazifik gehört. Die Insel hat eine Fläche von 136,1 km² und eine Küstenlinie von 66 km Länge. Sie ist die fünftgrößte Insel Fidschis. Der höchste Punkt von Gau liegt 738 m über dem Meeresspiegel. Die Insel ist durch eine Fluglinie mit dem Flughafen Nausori auf Viti Levu verbunden.

## Verwaltung
Die Insel bildet einen der fünf traditionellen Distrikte (Tikina Cokavata) der Provinz Lomaiviti und gliedert sich weiter in drei Subdistrikte (Tikina Vou), die insgesamt 16 Dörfer (Koro) aufweisen:
1. Navukailagi Tikina (im Nordosten, mit drei Dörfern: Navukailagi, Vione, Qarani)
2. Vanuaso Tikina (im Osten, kleinster Distrikt mit fünf Dörfern: Vanuaso, Lekanai, Nacavanadi, Malawai, Lamiti)
3. Sawaikee Tikina (Süden und Westen, größter Distrikt mit acht Dörfern: Sawaieke, Somosomo, Nawaikama, Nukuloa, Levukaigau, Lovu, Vadravadra, Yadua)

Gau hat eine Bevölkerung von rund 8000.

## Fauna
Auf Gau kommt der endemische und in seinem Bestand stark gefährdete Macgillivray-Sturmvogel (Fidschi: Kacau ni Gau) vor. Die Insel ist zudem Heimat einiger Landvogelarten, wie beispielsweise der Gelben Fidschi-Flaumfußtaube (Ptilinopus luteovirens) oder des Fidschi-Habichts (Accipiter rufitorques).